# Euphranta tanyoura
Euphranta tanyoura är en tvåvingeart som beskrevs av Hardy 1981. Euphranta tanyoura ingår i släktet Euphranta och familjen borrflugor. Inga underarter finns listade i Catalogue of Life.